# Cancer pagurus
El buey de mar (Cancer pagurus) es un crustáceo decápodo comestible que se halla en el mar del Norte, el norte del océano Atlántico, en el mar Cantábrico y en el mar Mediterráneo. 
Es un robusto crustáceo de color rojo parduzco, con un caparazón oval y puntas de pinzas negras. Los adultos maduros pueden tener un caparazón de un ancho de 25 cm (centímetros) y pesar 3 kg (kilogramos). Su expectativa de vida natural es de cerca de 20 años, pero muy pocos individuos la alcanzarán debido a la pesada explotación comercial.
Abunda desde el noreste del océano Atlántico de Noruega al norte de África en el sur, en terrenos gruesos mezclados, de marga y arena de sublitoral playo hasta cerca de 100 m (metros). Se halla frecuentemente habitando grietas y agujeros en rocas pero ocasionalmente también en áreas abiertas. Los más pequeños especímenes pueden encontrarse bajo las rocas en la zona litoral.

## Características

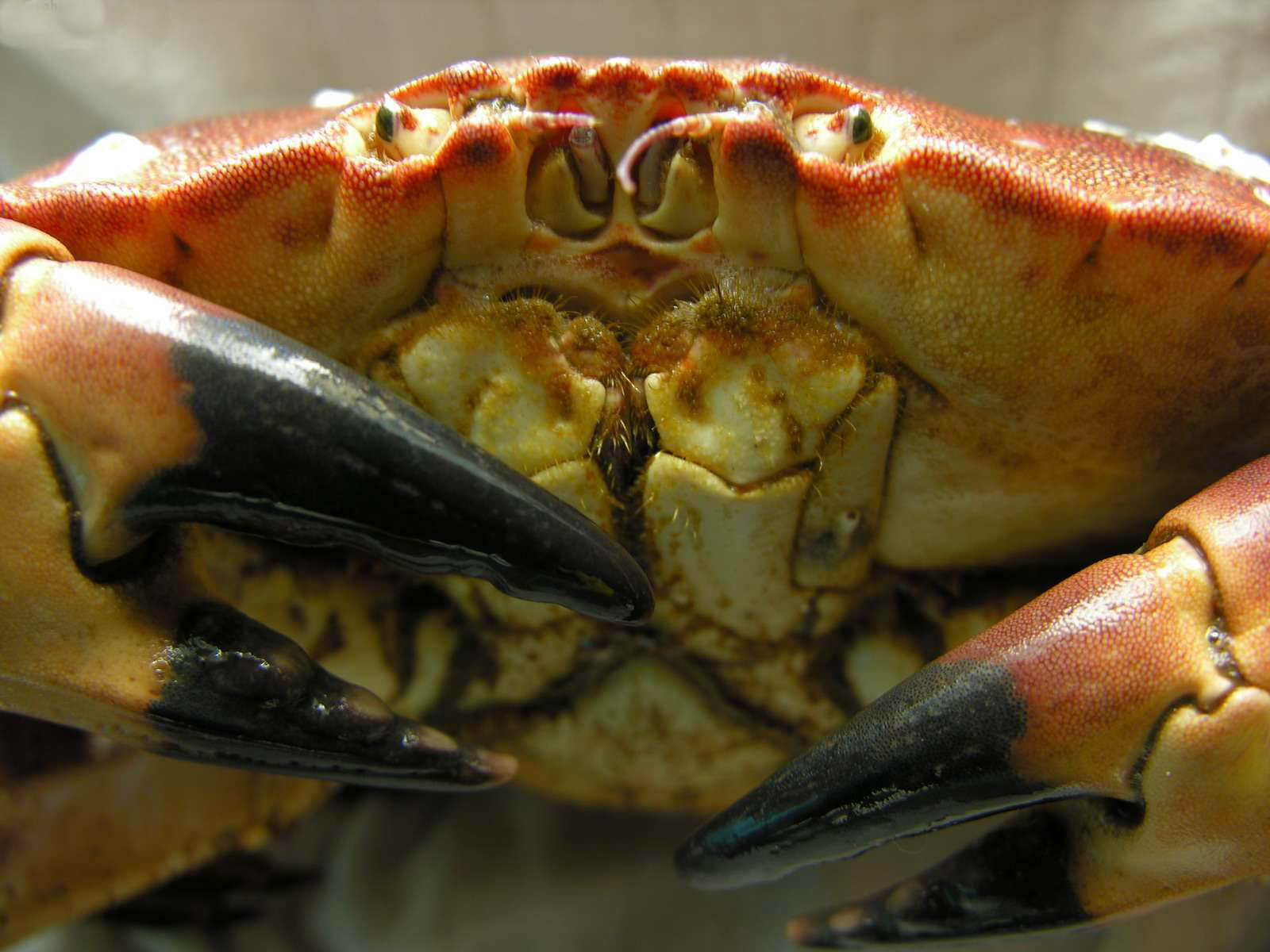
Piezas bucales.

El caparazón de C. pagurus es pardo rojizo, aunque es púrpura pardo en especímenes jóvenes, y ocasionalmente con parches blancos, y con marcas a lo largo de los márgenes frontal-laterales con diez lóbulos redondeados. Típicamente, un macho tiene el caparazón de 9 cm de largo y 15 cm de ancho, aunque puede alcanzar 25 cm de ancho excepcionalmente. Una lámina del caparazón se extiende ventralmente para constituir una cámara branquial donde están las branquias.
El primer par de pereiópodos está modificado en un fuerte quelípedo (pinza). Las garras, los dactylus y propodus, son negros. Los otros pereiopodos están cubiertos con filas de cortas setas y el dactylus es negro en la punta. En una vista frontal es posible distinguir las antenas y anténulas. Al lado están las órbitas en donde se ubican los ojos compuestos. Las piezas bucales comprenden un par de mandíbulas, un par de maxilas, un par de maxílulas y el tercer par de maxilípedos, detrás de los cuales hay dos pares más de maxilípedos.
Una visa ventral muestra el abdomen reducido y escondido bajo el caparazón. El abdomen tiene diferente forma en machos y hembras: en machos es comparativamente angosto, mientras en hembras es ancho. Escondidos debajo del abdomen están los órganos sexuales y el ano. La reproducción se lleva a cabo mayormente en invierno; el macho captura a la hembra y la coloca debajo de él hasta que ella muda. La fertilización interna tiene lugar antes de endurecer el nuevo caparazón, con la ayuda de dos apéndices abdominales (gonópodos). Los huevos fertilizados, más de 20 000, se encuentran bajo el abdomen de la hembra hasta su eclosión. El primer estadio de desarrollo luego de eclosionar es la larva planctónica (1 mm) llamada zoea, y luego postlarva, megalopa, y, finalmente, un juvenil. El primer estadio juvenil es caracterizado por un buen desarrollo del abdomen, que finalmente, con el tiempo, se reduce en tamaño y queda envuelto bajo el sternum.

## Conducta
No son diurnos, permaneciendo enterrados en el sustrato durante el día, y buscando alimento hasta 50 m de sus cuevas en las horas de la noche. Normalmente come animales bénticos como otros crustáceos y moluscos; con sus poderosas pinzas es capaz de romper caparazones y conchas. Los machos son extremadamente agresivos contra otros, y pueden eventualmente matarlos. Los machos reconocen a otros machos de su especie por el tamaño de las pinzas; las pinzas de las hembras son menores.
Los predadores naturales de adultos C. pagurus son peces y cefalópodos; las larvas son comidas por varios comedores de plancton, y los juveniles (en la zona de marea) por aves marinas.
Debido a su tamaño, Cancer pagurus es más lento que otros cangrejos, aunque tiene poderosas pinzas en compensación. Inclusive puede cavar debajo de la arena para escapar a predadores. Cuando es capturado, C. pagurus adopta su característica posición con los pereiópodos y quelípedos bajo el caparazón, para proteger sus más vulnerables lados ventrales. Debido a esta conducta, en Francia se lo llama dormeur y en Italia se lo llama dormiglione (‘dormilón’).

## Pesca

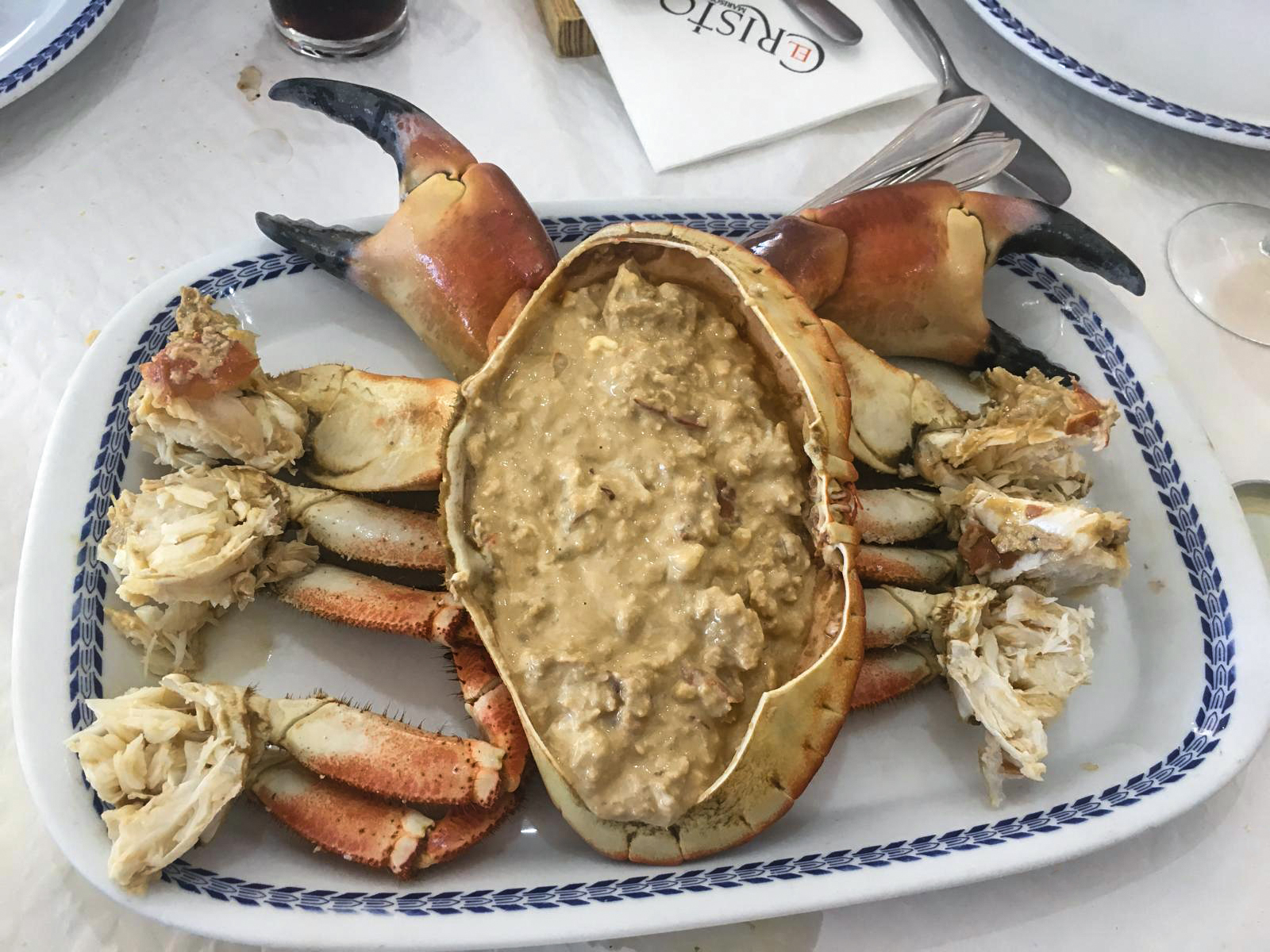
Buey de mar cocinado

Son gravemente explotados comercialmente en todo su rango. Es ilegal cazarlos muy pequeños, con menos de 10 cm, en costas de Bretaña, medida conservacionista de los años 1870.